# Minehava
Minehava je historický román pro děti a mládež českého spisovatele, pedagoga a archeologa Eduarda Štorcha z roku 1950. Nese podtitul Obraz života nejstarších osadníků v naší vlasti.
Kniha je rozdělena do tří částí:
- Šťastná chvíle
- Minehava
- Sokolí Oko

## Děj
Děj románu se odehrává v neolitu (mladší doba kamenná) na území dnešní České republiky. Hlavní hrdinkou příběhu je dívka Šťastná Chvíle neboli Minehava, dcera náčelníka kmene Medvědů. Dělají si na ni nárok lovci Silný Bobr a Sokolí Oko. Ona si chce ale vybrat sama. Minehava je unesena a poté musí osamocená překonat chorobu. 

## Postavy
- Silný Bobr
- Sokolí Oko
- Šťastná Chvíle (Minehava)
- Černý Bobr
- Noháč
- Kokta
- Bouřňák
- Aržun
- Zlomený Nůž
- Maja
- Lupen
- Píďa
- Sivá Sokolice
- Vlkouš
- Vivaša